# Симонов Костянтин Михайлович
Костянтин (Кирило) Михайлович Симонов (рос. Константин (Кирилл) Михайлович Симонов; 15 (28) листопада 1915, Петроград, нині Санкт-Петербург — 28 серпня 1979, Москва) — російський письменник (поет, прозаїк, драматург, перекладач), журналіст і громадський діяч. Герой Соціалістичної Праці (1974). Лауреат Ленінської (1974) та шести Сталінських премій (1942, 1943, 1946, 1947, 1949, 1950). Кандидат у члени ЦК КПРС у 1952—1956 роках. Член Центральної Ревізійної Комісії КПРС у 1956—1961 і 1976—1979 роках. Депутат Верховної Ради СРСР 2—3-го скликань.

## Біографічні відомості
Симонов був редактором «Литературной газеты» (1938, 1950—1954), журналу «Новый мир» (1946—1950, 1954—1958).
У 1938 році Костянтин Симонов закінчив Літературний інститут імені А. М. Горького. До цього часу він вже написав кілька творів — у 1936 році в журналах «Молода гвардія» та «Жовтень» були надруковані перші вірші Симонова.
У тому ж році він був прийнятий в СП СРСР, вступив до аспірантури ІФЛІ, опублікував поему «Павло Чорний».
У 1939 році був направлений як військовий кореспондент на Халхін-Гол, в аспірантуру не повернувся.
Незадовго до від'їзду на фронт остаточно змінює ім'я і замість рідного Кирило бере псевдонім Костянтин Симонов. Причина — в особливостях дикції і артикуляції Симонова: не вимовляючи «р» і твердого «л», вимовити власне ім'я йому було важко. Псевдонім стає літературним фактом, і незабаром поет Костянтин Симонов набуває всесоюзну популярність. Мати поета нове ім'я не визнавала і до кінця життя називала сина Кирюшей.
У 1940 році написав свою першу п'єсу «Історія однієї любові», поставлену на сцені Театру ім. Ленінського комсомолу; в 1941 році — другу — «Хлопець з нашого міста». Протягом року навчався на курсах військових кореспондентів при ВПА імені в. І. Леніна, 15 червня 1941 року отримав військове звання інтенданта другого рангу.
З початком війни покликаний у РККА, як кореспондент із Діючої армії публікувався в «Известиях», працював у фронтовій газеті «Бойовий прапор».
Влітку 1941 року як спеціальний кореспондент «Червоної зірки» перебував в Одесі.
У 1942 році йому було присвоєно звання старшого батальйонного комісара, в 1943 році — звання підполковника, а після війни — полковника. У роки війни написав п'єси «Руські люди», «Чекай мене», «Так і буде», повість «Дні і ночі», дві книги віршів «З тобою і без тебе» і «Війна».
Наказом ВС Західного фронту №: 482 від: 03.05.1942 року старший батальйонний комісар Симонов Кирило Михайлович нагороджений орденом Червоного Прапора. Велика частина його воєнних кореспонденцій публікувалася в «Червоній зірці».
04.11.1944 року підполковник Кирило Михайлович Симонов, спец. кореспондент газети "Червона Зірка", нагороджений медаллю «За оборону Кавказу».
Як військовий кореспондент побував на всіх фронтах, пройшов по землях Румунії, Болгарії, Югославії, Польщі та Німеччини, був свідком останніх боїв за Берлін.
Наказом ВС 4-го Українського фронту №: 132/н від: 30.05.1945 року кореспондент газети «Червона Зірка» підполковник Симонов нагороджений орденом Вітчизняної війни 1-го ступеня за написання серії нарисів про бійців частин 4-го Українського фронту і 1-го Чехословацького корпусу, знаходження під час боїв на НП командирів 101-го і 126-го стрілецького корпусу і перебування у частинах 1-го Чехословацького корпусу в період наступальних боїв. 19.07.1945 року підполковник Кирило Михайлович Симонов нагороджений медаллю «За оборону Москви».
Після війни з'явилися його збірки нарисів «Листи з Чехословаччини», «Слов'янська дружба», «Югославська зошит», «Від Чорного до Баренцового моря. Записки військового кореспондента».
Після війни протягом трьох років пробув в численних закордонних відрядженнях (Японія, США, Китай), працював головним редактором журналу «Новий світ». У 1958—1960 роках жив і працював у Ташкенті як власний кореспондент «Правди» у республіках Середньої Азії. Як спеціальний кореспондент «Правди» висвітлював події на острові Даманський (1969 рік).
Після смерті Сталіна були надруковані наступні рядки Симонова: 
Немає таких слів, щоб описати ними
Всю нетерпимість горя і печалі.
Немає таких слів, щоб ними розповісти, Як ми сумуємо за Вас, товаришу Сталін…
Перший роман «Товариші по зброї» побачив світ у 1952 році, потім велика книга — «Живі і мертві» (1959). У 1961 році театр «Сучасник» поставив п'єсу Симонова «Четвертий». У 1963—1964 роках пише роман «Солдатами не народжуються», у 1970—1971 — «Останнє літо». За сценаріями Симонова були поставлені фільми «Хлопець з нашого міста» (1942), «Жди мене» (1943), «Дні і ночі» (1943—1944), «Безсмертний гарнізон» (1956), «Нормандія-Німан» (1960, спільно з Ш. Спааком і Е. Тріоле), «Живі і мертві» (1964), «Відплата» (1967), «Двадцять днів без війни» (1976).
У 1946—1950 і 1954—1958 роках Симонов був головним редактором журналу «Новий світ»; у 1950—1953 — головним редактором «Літературної газети». За твердженням Ф. М. Бурлацкого, через кілька днів після смерті генералісимуса Симонов опублікував у «Літературній газеті» статтю, в якій проголошував головним завданням письменників відобразити велику історичну роль Сталіна. Хрущов був украй роздратований цією статтею. Він подзвонив до спілки письменників і зажадав зміщення Симонова з посади головного редактора «Літературної газети»; в 1946—1959 і 1967—1979 роках — секретарем СП СРСР.
У 1978 році Спілка письменників призначив Симонова головою комісії з підготовки до 100-річчя з дня народження поета Олександра Блока.
Депутат ВР СРСР 2-3-го скликань (1946—1954). Кандидат в члени ЦК КПРС (1952—1956). Член ЦРК КПРС у 1956—1961 і 1976—1979 роках.
Костянтин Симонов помер від раку 28 серпня 1979 року в Москві. Згідно із заповітом, прах Симонова був розвіяний над Буйничским полем під Могилевом. У процесії брали участь сім осіб: вдова Лариса Жадова, діти, могилевскі ветерани-фронтовики. Через півтора року після смерті письменника над Буйничским полем розвіяли прах останньої дружини Симонова — Лариси. Вона побажала бути поряд з чоловіком. Симонов писав: «Я не був солдатом, був усього лише кореспондентом, однак у мене є шматочок землі, який мені повік не забути, — поле під Могилевом, де я вперше в липні 1941 року бачив, як наші протягом одного дня підбили і спалили 39 німецьких танків…» Саме про це він написав у романі «Живі і мертві» і щоденнику «Різні дні війни». На величезному валуні, встановленому на краю поля, вибита підпис письменника «Костянтин Симонов» і дати його життя 1915—1979. А з іншого боку на валуні встановлена меморіальна дошка з написом: «…Все життя він пам'ятав це поле бою 1941 року і заповідав розвіяти свій прах».
Повернення читачеві романів Ільфа і Петрова, вихід у світ булгаковського «Майстра і Маргарити» і хэмингуэевского «По кому дзвонить дзвін», захист Лілі Брік, яку високопоставлені «історики літератури» вирішили викреслити з біографії Маяковського, перший повний переклад творів Артура Міллера і Юджина о'ніла, вихід у світ першої повісті В'ячеслава Кондратьєва «Сашка» — ось далекий від повноти перелік «геракловых подвигів» Симонова, тільки тих, що досягли мети і тільки в сфері літератури. А адже були ще й участь у «пробиванні» вистав у «Современнике» і Театрі на Таганці, перша посмертна виставка Татліна, відновлення виставки «ХХ років роботи» Маяковського, участь у кінематографічній долю Олексія Германа і десятків інших кінематографістів, художників, літераторів. Ні одного не прийнятого листа. Зберігаються сьогодні у ЦДАЛМ десятки томів поденних зусиль Симонова, названих їм «Все зроблене», містять тисячі його листів, записок, заяв, клопотань, звернень, рекомендацій, відгуків, розбирання і порад, передмов, торящих дорогу «непробивним» книг і публікацій. Особливою симоновською увагою користувалися його товариші по зброї. Сотні людей почали писати військові мемуари після прочитаних Симоновим і співчутливо оцінених їм «проб пера». Він намагався допомогти вирішити колишнім фронтовикам безліч побутових проблем: лікарні, квартири, протези, окуляри, неодержані нагороди. Симонов був редактором «Литературной газеты» (1938, 1950—1954), журналу «Новый мир» (1946—1950, 1954—1958).
За заповітом Симонова його прах розвіяно поблизу села Буйничі Могилівської області, де він прийняв перший бій.
Перекладав поезії Тараса Шевченка («Чи не покинуть нам, небого» — 1939 рік), Юліана Тувіма, Назима Хікмета, Расула Гамзатова та інших.
В останньому романі "Так зване особисте життя" кілька разів згадує про великий голод 1933 року в Україні. Роман опублікований у 1978 році, коли в СРСР діяла заборона на згадки про Голодомор.

## Переклади на українську
Трилогія "Живі та мертві":
"Живі та мертві" (першу книгу трилогії) було перекладено Б. Антоненком-Давидовичем та опубліковано в видавництві художньої літератури "Дніпро" в 1961, 1964, 1970 роках.
"Солдатами не народжуються" (друга книга трилогії) - переклад Олени Пархомовської та Михайла Ігнатенка.
"Останнє літо" (третя книга трилогії) - переклад Надії Орлової та Лідії Чубасової.